# Мис Кедрова кішка
64°47′50″ пн. ш. 176°27′16″ сх. д. / 64.79722° пн. ш. 176.45444° сх. д.
Кедрова Кішка (Запилай, рос. Кедровая Кошка) — мис на півдні Чукотки, омивається затокою Онемен Берингового моря.
Є південно-західним краєм невеликого півострова, що вдається в серединну частину затоки Онемен. Мис є частиною низької Піщано-галечникової коси, вкритої тундровою рослинністю й чагарниками, на якій є декілька невеликих озер.
Навколо мису — мілини з глибинами до метра, на яких лежать кілька банок, що висихають.